# Lika Yanko
Lika Yanko, născută ca Evangelia Grabova, (în bulgară Лика Янко; n. 19 martie 1928, Sofia, Regatul Bulgariei – d. 22 iunie 2001, Sofia, Bulgaria) a fost o artistă bulgară născut la Sofia. Este fiica unor imigranți din Albania care s-au mutat în Bulgaria în 1920. Picturile ei sunt renumite pentru natura lor abstractă și utilizarea materialelor găsite (mărgele, nasturi, funii de cânepă, nuci, sticlă, pietricele).

## Biografie
Lika Yanko s-a născut în capitala Bulgariei, Sofia, la 19 martie 1928 ca Evangelia Grabova, tatăl ei Lazar Yankov Grabova (nativ din Grabova) era o persoană publică albaneză și președinte al Uniunii Societăților Culturale Albaneze din Bulgaria (Dashira), iar mama ei era din satul Lunga, comuna Pogradec.

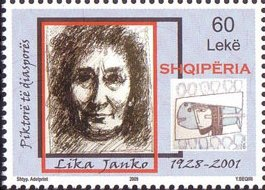
Timbru poștal albanez din 2009 cu Lika Janko

A studiat la Colegiul Francez din Sofia, unde a făcut cunoștință cu opera unor artiști ca Paul Cézanne, Vincent van Gogh, Paul Gauguin, care i-au influențat arta. În 1946 s-a alăturat Academiei Naționale de Arte (în bulgară: Национална художествена академия) studiind pictura la clasele prof. Deciko Uzunov⁠(d) și prof. Ilia Petrov, dar nu a absolvit niciodată. În acea perioadă, opera ei a fost întâmpinată cu critici și rezistențe atât din partea autorităților statului, cât și din partea preferințelor estetice ale profesorilor săi și ale altor pictori contemporani.

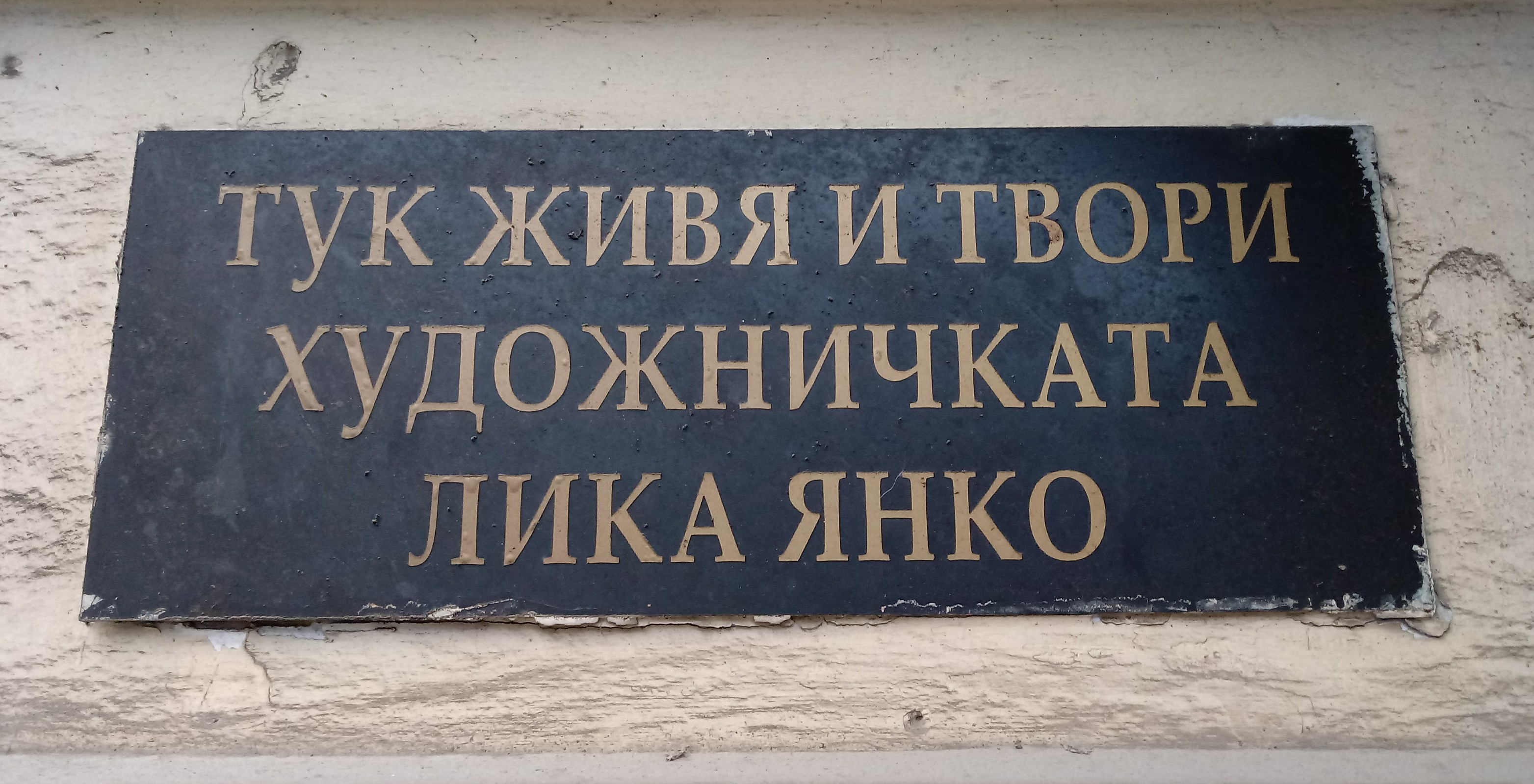
Placă memorială în Sofia, bd. Dondukov nr. 25

Picturile ei sunt frecvent colorate, deși culoarea albă este predominantă sau ușor de remarcat deoarece, conform pictoriței, aceasta este culoarea lui Dumnezeu. Pânzele ei încapsulează adesea mărgele, nasturi, funii de cânepă, nuci, sticlă, pietricele.
Prima ei expoziție personală a avut loc la Sofia în 1967, dar picturile au fost considerate ca avangardă și expoziția a fost închisă la câteva zile după deschidere. Yanko a continuat să picteze, dar nu și-a expus pânzele până în 1981, când a fost invitată personal la o expoziție de Liudmila Jivkova, fiica lui Todor Jivkov. La mijlocul anilor 1970 și mai târziu în anii 1980, picturile ei au început să fie cumpărate de ambasadele străine și au intrat în atenția galeriilor europene. În 1989 a primit Premiul Sofia.
Yanko a avut doar 7 expoziții în timpul vieții. Ea a murit la 22 iunie 2001 la Sofia din cauza unei pneumonii, la doar câteva zile după vernisajul ultimei sale expoziții, în Galeria Cavalet din Varna.

## Recunoaștere postumă
În decembrie 2008, cu ocazia sărbătoririi a 10 ani de existență, Galeria Cavalet din Varna a anunțat înființarea unui premiu cu numele Lika Yanko. Premiul este acordat o dată la doi ani, la 11 mai. Prima câștigătoare a fost Dora Kancieva.